# Friedrich-Wilhelm-Stadt

Friedrich-Wilhelm-Stadt, 1875

Die Friedrich-Wilhelm-Stadt ist ein historischer Stadtteil im heutigen Berliner Ortsteil Mitte. Er wurde nach dem preußischen König Friedrich Wilhelm III. benannt.

## Geographie
Die Friedrich-Wilhelm-Stadt wird begrenzt vom Verlauf der alten Zollmauer entlang der Hannoverschen Straße und der Oranienburger Vorstadt im Norden, von der Friedrichstraße und der Spandauer Vorstadt im Osten, von der Spree im Süden und vom Humboldthafen im Westen.
Der Stadtteil ist über die Weidendammer Brücke und die Marschallbrücke mit der Dorotheenstadt verbunden. Die Kronprinzenbrücke, Hugo-Preuß-Brücke und Sandkrugbrücke verbinden die Friedrich-Wilhelm-Stadt mit den westlich angrenzenden Stadtteilen.

## Geschichte

### Namenserläuterung
Im Jahr 1828 wurde das Gebiet westlich der Friedrichstraße von der Spandauer Vorstadt abgetrennt und war seitdem ein eigener Berliner Stadtteil mit dem amtlichen Namen Friedrich-Wilhelm-Stadt. Der etwas pompöse Name für das ziemlich kleine Viertel knüpft an die historischen Vorbilder Friedrichswerder, Dorotheenstadt, Friedrichstadt und Königsstadt an. Das Viertel wurde 1823 von Schumann nach dem regierenden preußischen König Friedrich Wilhelm III. mit dessen Erlaubnis benannt.

### 18. Jahrhundert bis 19. Jahrhundert
Das Gebiet der Friedrich-Wilhelm-Stadt gehörte seit 1737 zum – von der Zollmauer umschlossenen – Berliner Stadtgebiet und war ursprünglich ein Teil der Spandauer Vorstadt. Im äußersten Nordwesten dieses Gebiets stand seit 1710 ein von König Friedrich. I. errichtetes Pesthaus, aus dem die Charité entstand. Weiter im Süden lagen der Park des Bankiers Ephraim am Unterbaum und verschiedene Garten- und Wirtschaftsgelände, Lager für Baumaterial sowie Brachflächen der ehemaligen Schiffbauplätze an der Spree. Der Straßenname Schiffbauerdamm weist darauf hin, dass hier im 18. Jahrhundert zahlreiche Schiffbaubetriebe bestanden.
Im Jahr 1820 kaufte der Grundstücksspekulant  Johann Friedrich Ferdinand Schumann den Ephraim’schen Park und die angrenzenden Grundstücke auf; daraufhin erfolgte die Parzellierung des Geländes und die Anlage der Straßen. Schumann (1780–1835) war unehelicher Sohn eines Bäckergesellen und Seifensieders. In den Befreiungskriegen 1813 legte er mit Lebensmittellieferungen an die preußische Armee den Grundstock zu einem erheblichen Vermögen. Anschließend betrieb er eine Landkutschenroute zwischen Berlin und Potsdam sowie einen Gasthof mit dem Gewinn. 1832 gründete er noch eine Porzellanmanufaktur in der Straße Alt-Moabit 104/105. Der Sohn Schumanns, Adolph, führte die Geschäfte weiter. Er erbte die Porzellanmanufaktur, in deren Gebäudeteilen später die Meierei Bolle entstand. 1834 kaufte er die Brauerei an der Strom-/Ecke Turmstraße hinzu.
Die Bebauung der von Schumann gekauften Flächen begann 1826 – überwiegend mit Häusern für die besseren Kreise, wie sie schon in der Dorotheenstadt und an der Friedrichstraße wohnten.
Die Straßen erhielten 1827 ihre Namen nach lebenden Prinzen und Prinzessinnen des Königshauses:
Albrechtstraße, Karlplatz (heute: Reinhardtstraße), Luisenstraße, Luisenplatz (heute: Robert-Koch-Platz) und Marienstraße.
Die Schumannstraße benannte der Projektentwickler nach sich selbst und wohnte hier zunächst im Haus Nummer 19. Nicht nur die patriotische Namensgebung verschaffte dem Immobilienvermarkter Schumann beste Kontakte zu hohen preußischen Regierungsstellen. Unter den Zeitgenossen verstummte nie das Gerücht, die auffallend wohlwollende Förderung des Vorhabens hinge mit persönlicher Bereicherung zusammen. Besonderen Verdacht erregte der von Schumann initiierte Bau der Marschallbrücke auf Staatskosten im Jahr 1821, die den Wert der bereits von ihm aufgekauften Grundstücke erheblich steigerte. Zur Zeit der Restauration gab es jedoch keine Untersuchungsausschüsse. Da der König von der Angelegenheit vermutlich nie erfuhr, wurden die näheren Umstände nicht geklärt.
Das Areal galt als abgelegen. Es konnte mit Pferd oder Wagen nur auf dem Umweg über die Friedrichstraße erreicht werden. In Richtung der Straße Unter den Linden führte lediglich ein Holzsteg für Fußgänger, auf dem Bankier Ephraim seinen Park erreicht hatte. Mit der Marschallbrücke wurde eine Verbindung vom südlichen Spreeufer zur Luisenstraße hergestellt. Die Luisenstraße erhielt 1836 mit dem Neuen Tor in der Zollmauer einen direkten Zugang zur Invalidenstraße und damit eine bessere Anbindung zur Oranienburger Vorstadt.

### Seit dem 20. Jahrhundert
Eine einheitliche Neubebauung des gesamten Geländes der Charité wurde 1897 begonnen und 1917 abgeschlossen.
Die Friedrich-Wilhelm-Stadt wurde 1920 ein Teil des neugebildeten Bezirks Mitte. Sie hat sich, trotz teilweise starker Zerstörungen während des Zweiten Weltkriegs, in ihrem Stadtgrundriss und zu beträchtlichen Teilen auch in ihrer Bebauung bis heute unverändert erhalten. Seit 1996 ist die Friedrich-Wilhelm-Stadt durch eine städtebauliche Erhaltungsverordnung geschützt.

## Bevölkerungsentwicklung
Im Jahr 1890 hatte die Friedrich-Wilhelm-Stadt 20.643 Einwohner.

## Politik
Bundesregierung
In der Luisenstraße 18 befindet sich die Landesvertretung von Sachsen-Anhalt im Palais Bülow.

## Bildung
Universität
Die Charité ist nicht nur Krankenhaus, sondern auch Forschungs- und Bildungseinrichtung der Humboldt-Universität Berlin. Sie umfasst heute das Gelände nördlich der Schumannstraße, westlich der Luisenstraße bis zur Stadtbahn und südlich der Invalidenstraße, geprägt durch charakteristische Bauten mit roten und gelbbraunen Backsteinfassaden und großen Segmentbogenfenstern aus der Zeit von 1896 bis 1917. Aber auch das Gelände der ehemaligen Tierarzneischule, Luisenstraße 56 gehört zum Campus. Dort befindet sich das von 1787 bis 1790errichtet Anatomische Theater.

## Kultur und Sehenswürdigkeiten

### Theater
In der Friedrich-Wilhelm-Stadt gibt und gab es eine große Anzahl an Spielstätten für Theater und Revue.
Das Deutsche Theater in der Schumannstraße 12/13 wurde 1850 erbaut und hieß bis 1883 Friedrich-Wilhelmstädtisches Theater. 1905 übernahm Max Reinhardt und machte es zu einem Theater, dessen Ruf über die Grenzen Berlins hinaus ging. Das ist unter wechselnden Intendanten bis heute so geblieben.
Am Schiffbauerdamm 4a gibt es das Berliner Ensemble, das als Neues Theater 1892 eröffnet wurde, auch eine Bühne Max Reinhardts war und ab 1954 das Haus von Helene Weigel und Bertolt Brecht.

Charité vom Humboldthafen aus betrachtet
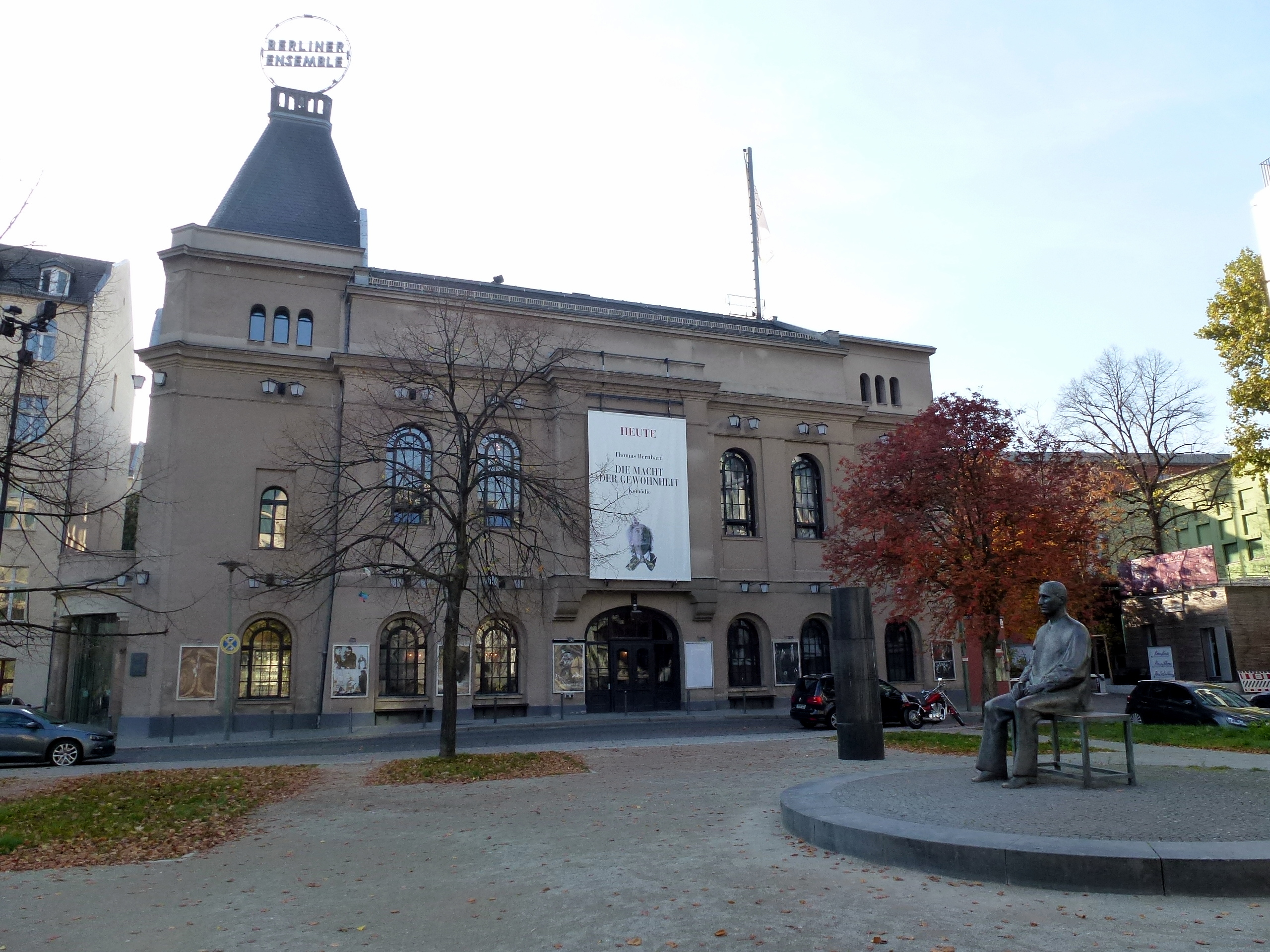
Theater am Schiffbauerdamm
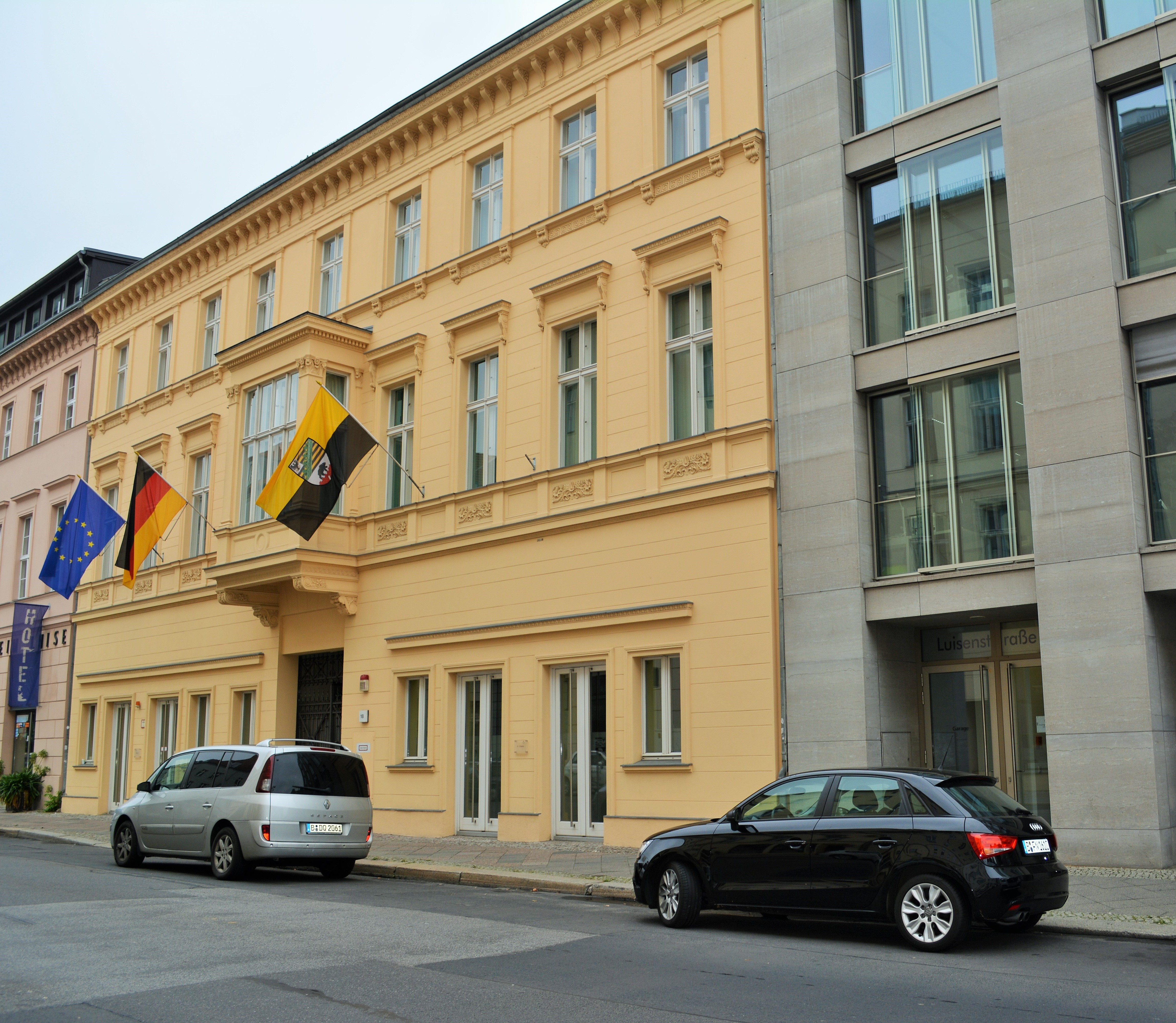
Landesvertretung von Sachsen-Anhalt

### Bedeutende Bauten

#### Nicht mehr vorhandene Gebäude
In der Luisenstraße 22–24 gab es den Tattersall, einen neobarocken Backsteinbau für Kutschen und Pferde. Das Grundstück reichte bis zum Schiffbauerdamm. Der überwiegende Teil der Gebäude wurde im Zweiten Weltkrieg zerstört. Das Portal an der Luisenstraße verschwand erst 1997 mit dem Bau der Bundesbauten.
Legendär war der Friedrichstadtpalast Am Zirkus 1. Die Adresse zeigt an, dass das Haus eine Vorgeschichte als Zirkus hatte. Doch auch dieser hat ein bestehendes Gebäude umgenutzt – den Markthallenbau von Friedrich Hitzig von 1867. Wegen Baumängel musste das Haus 1980 geschlossen werden. Der Abriss erfolgte bis 1985. Heute befindet sich auf dem traditionsreichen Grund ein Mehrzweckgebäude mit 87 Wohnungen, einem Hotel mit 311 Zimmern und Gewerbeflächen.

#### Moderne Bauten

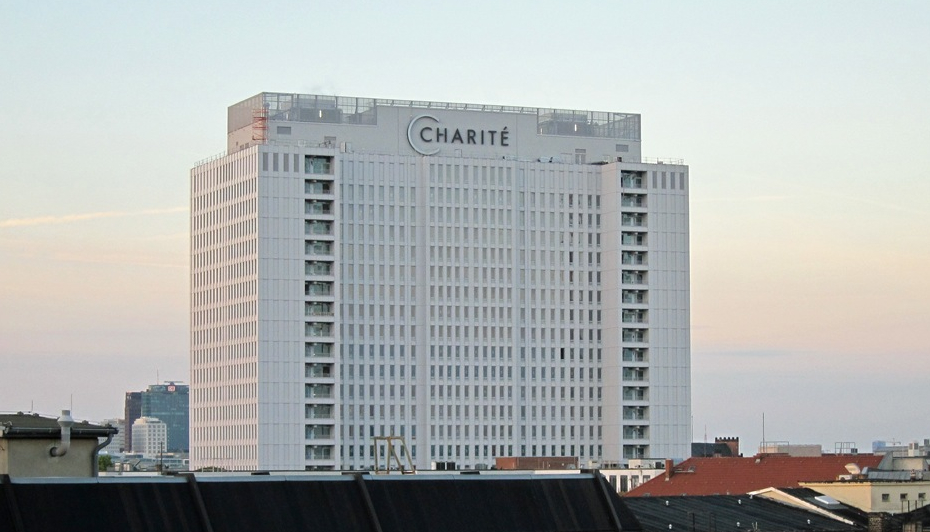
Bettenhochhaus der Charité
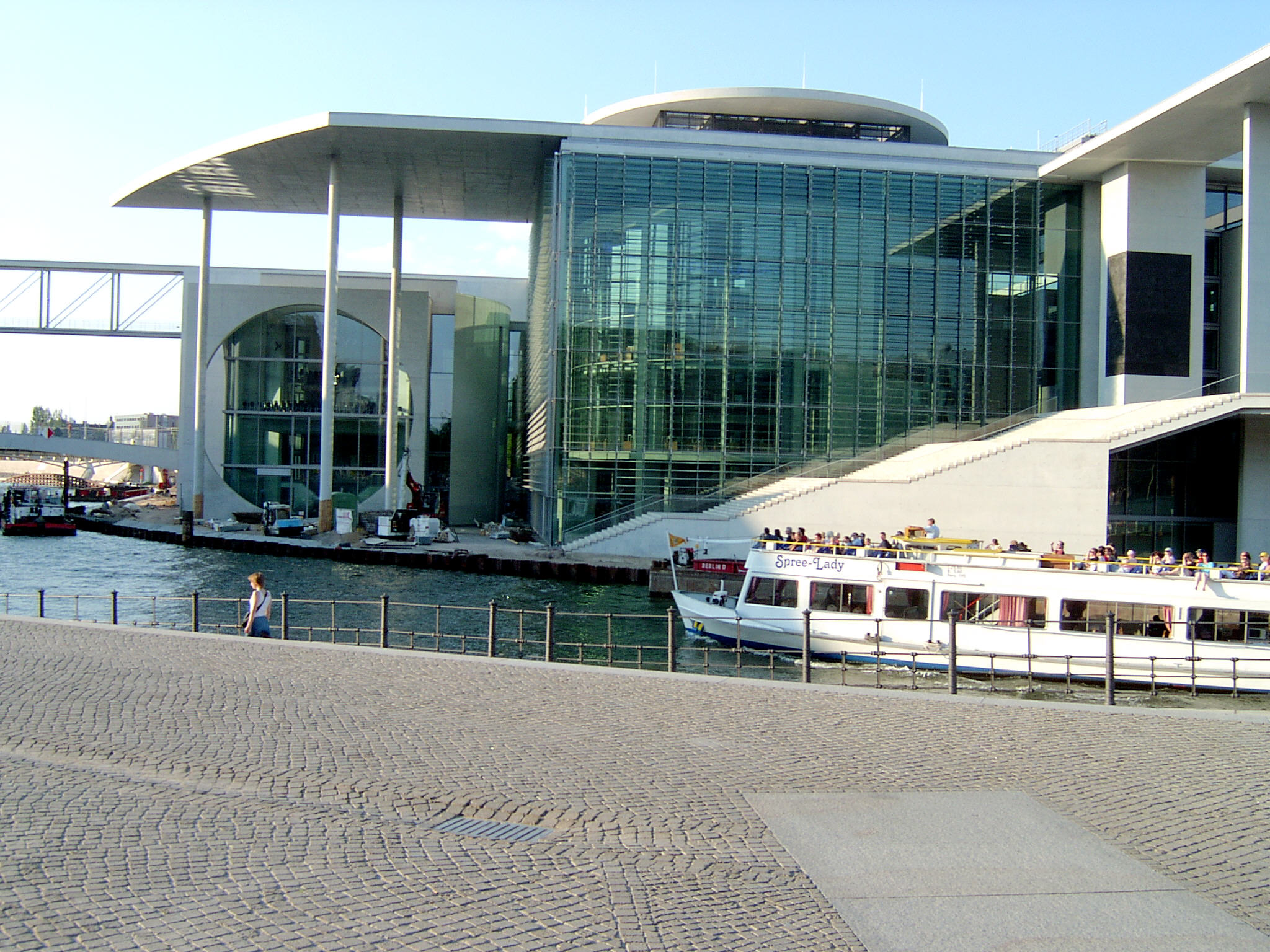
Marie-Elisabeth-Lüders-Haus
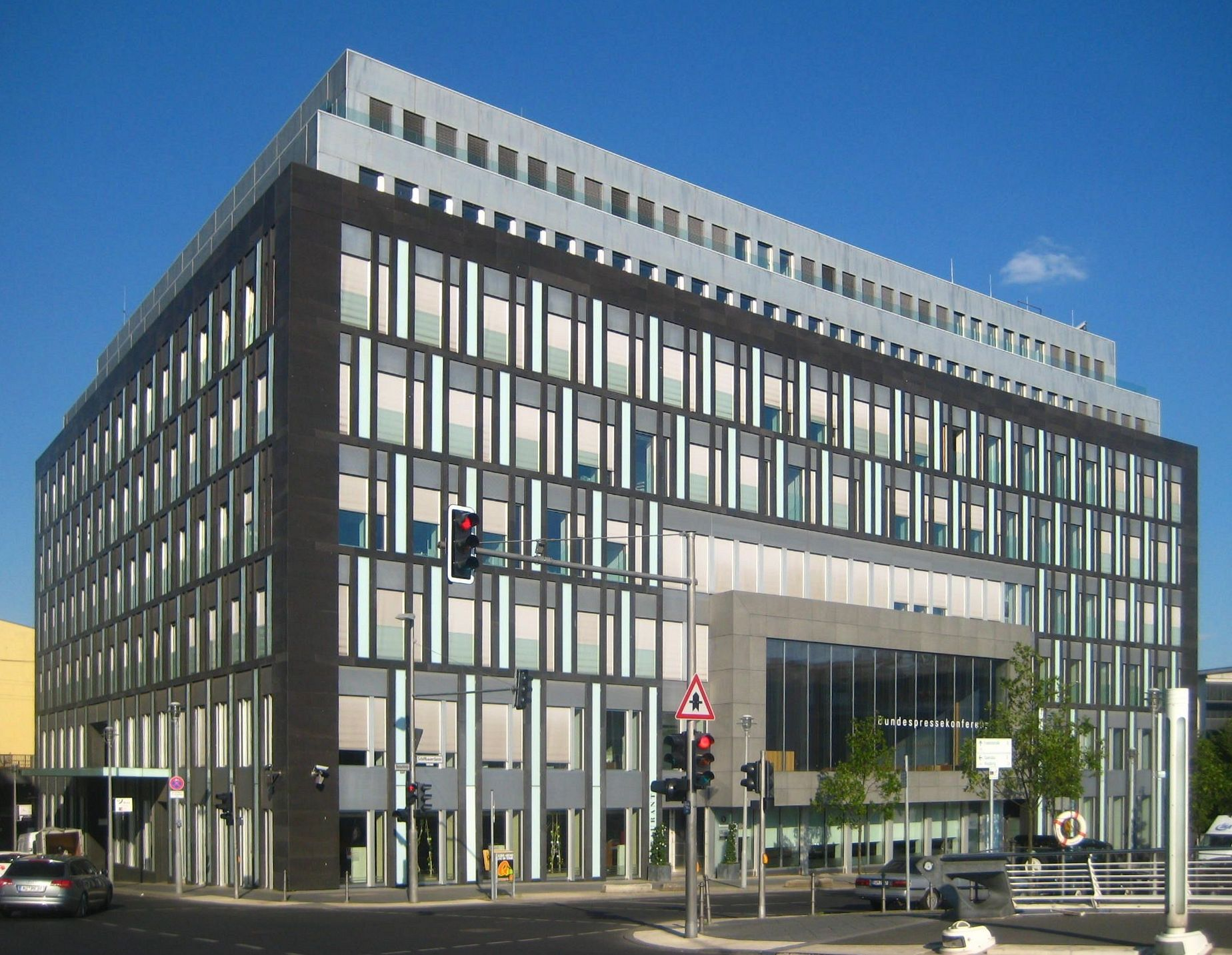
Gebäude der Bundespressekonferenz